# Tornyospálca
Tornyospálca is een plaats (község) en gemeente in het Hongaarse comitaat Szabolcs-Szatmár-Bereg. Tornyospálca telt 2707 inwoners (2001).